# Пыжовка (Смоленская область)
Пыжовка — деревня в Вяземском районе Смоленской области России. Входит в состав Степаниковского сельского поселения. Население — 18 жителей (2007 год).
Расположена в восточной части области в 7 км к востоку от Вязьмы, в 11 км восточнее автодороги Р132 Вязьма — Калуга — Тула — Рязань. В 1 км южнее деревни расположена железнодорожная станция Пыжевка на линии Вязьма — Калуга .

## История
В годы Великой Отечественной войны деревня была оккупирована гитлеровскими войсками в октябре 1941 года, освобождена в марте 1943 года. Также в окрестностях Пыжовки располагался эвакогоспиталь № 290.